# انتخابات مجلس شورای اسلامی (۱۳۵۹–۱۳۵۸)

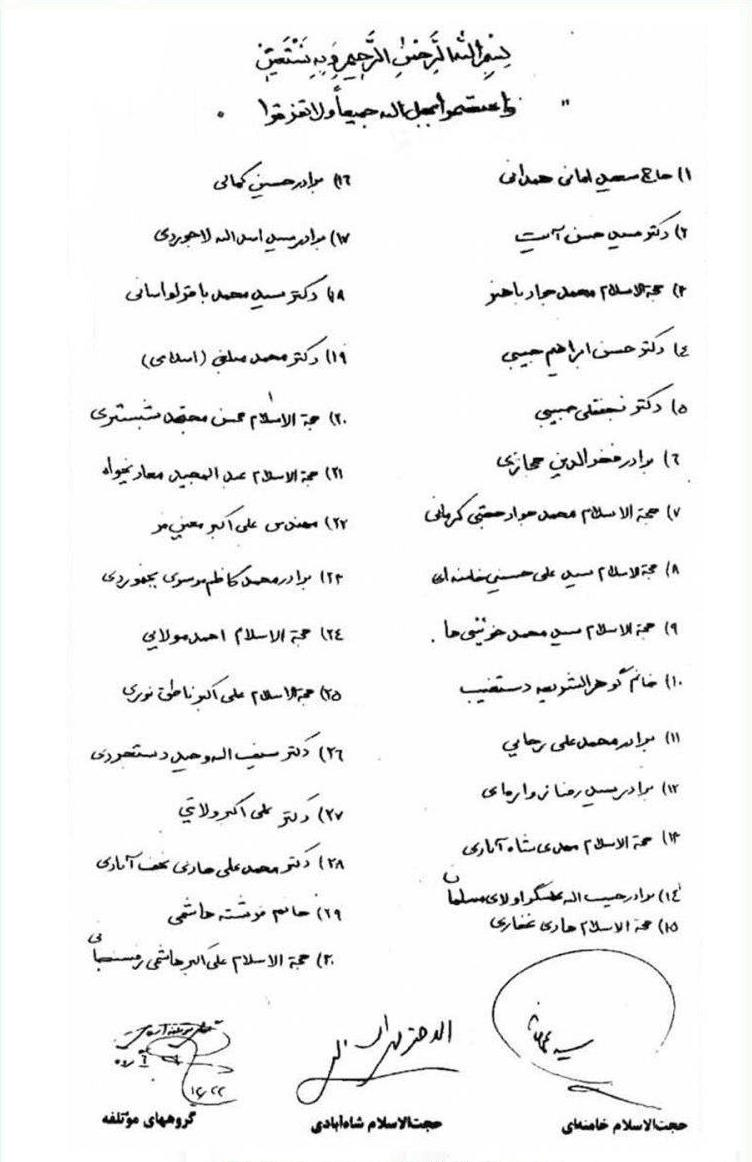
ائتلاف بزرگ نیروهای خط امام

انتخابات نخستین دورهٔ مجلس شورای اسلامی در ۲۴ اسفند ۱۳۵۸ حدود یک سال پس از انقلاب ۱۳۵۷ برگزار شد و دور دوم این انتخابات نیز در ۱۹ اردیبهشت ۱۳۵۹ برگزار شد.
در انتخابات سه گروه عمده ائتلاف بزرگ به رهبری سید علی خامنه‌ای، دفتر هماهنگی همکاری‌های مردم و رئیس‌جمهور به سرپرستی ابوالحسن بنی‌صدر و گروه همنام به سرپرستی مهدی بازرگان رأی آوردند.
طبق آمارهای رسمی ۵۲٫۱۴٪ واجدان در پنجمین انتخابات پیاپی در سال ۱۳۵۸ انتخابات شرکت کردند. ۲۰٬۸۵۷٬۳۹۱ نفر واجد بودند که ۱۰٫۸۷۵٬۹۶۹ رأی به صندوق ریختند.
نامزدان نهایی حدود ۱۹۰۰ تن بودند (۵۴۰ نفر برای تهران) که سر ۲۷۰ کرسی رقابت می‌کردند.

## پیشینه
چون قانون اساسی تازه سازمان یافته‌بود قانون انتخاباتی نبود و گروهی از وزارت کشور مشغول تدوین قانون انتخابات بودند. قانون به تصویب شورای انقلاب رسید و ۱۸ بهمن ۱۳۵۸ منتشر شد. در پی برخی اعتراض‌ها و احتمال پس افتادن انتخابات، بند منطقه‌ای شدن انتخابات لغو شد. بند دیگری که مورد اعتراض برخی بود بحث اکثریت مطلق آرا بود که ماند. رهبر انقلاب اسلامی سید روح‌الله خمینی در ۲۳ بهمن مردم را این‌گونه دعوت به شرکت در انتخابات کرد:
 «سرفرازی و مباهات آن‌گاه به حد کمال خواهد رسید که در انتخابات مجلس شورای اسلامی، چون انتخابات ریاست جمهوری کمال رشد انسانی- اسلامی خود را نشان دهید. شما ای ملت عزیز که برای خدا و جلب رضای او بپاخاستید و با تأیید و توفیق ذات مقدسش به پیروزی معجزه‌آسا رسیدید، اکنون نیز در این مرحله که مقام امتحان است کوشش کنید که مصالح اسلام و کشور اسلامی را فدای منافع شخصی یا گروهی نکنید» 

## معیار مردم در انتخابات
اغلب این دوره از انتخابات را آزادانه‌ترین دورهٔ انتخابات در تاریخ جمهوری اسلامی ایران می‌دانند چرا که گزینش خاصی از نامزدهای این دوره صورت نگرفته بود. از سخنان سید روح‌الله خمینی رهبر انقلاب اسلامی ایران که در توصیه‌هایی مردم را دعوت به شرکت در دور دوم انتخابات نخستین دورهٔ مجلس شورای اسلامی نموده و سپس به بیان معیارهایی برای انتخاب نمایندگان مجلس شورای اسلامی پرداخته‌است می‌توان به عنوان تنها شرایط نمایندگان مجلس شورای اسلامی در این دوره یاد کرد. وی در ۱۷ اردیبهشت ۵۹ تنها دو روز پیش از دور دوم انتخابات گفت: 
 ملت عزیز در این روز امتحان الهی باید توجه به اموری داشته باشد:
1. کسانی را انتخاب کنند که صد در صد مسلمان و معتقد به احکام اسلام و متعهد به اجرای احکام اسلام و مخالف با مکتب‌های انحرافی و معتقد به جمهوری اسلامی باشند.
2. شناخت این اشخاص یا با آشنایی به اعمال و رفتار آنان از زمان رژیم طاغوت تاکنون است یا به معرفی روحانیون متعهد در شهرستان‌ها یا اشخاص متدین موجه که گرایش به چپ و راست یا دسته‌ای نداشته باشند.
3. باید به اشخاصی که احتمال انحراف در آنان می‌رود رأی ندهند- چه احتمال انحراف عقیدتی، اعمالی یا اخلاقی- که به چنین اشخاص اعتماد نمی‌شود کرد و رأی به آنان موجب مسئولیت خواهد بود.
4. تحت تأثیر تبلیغات واقع نشوند و خودشان با موازین اسلامی، اشخاص صحیح را انتخاب کنند.
5. ممکن است بعضی شیاطین، مطالبی را بین مردم ناآگاه پخش کنند و آنان را در رأی دادن یا رأی به اشخاص صحیح دادن منحرف کنند. یک آنکه گفته شود کسانی که در مرحلهٔ اول رأی دادند نباید در این مرحله رأی دهند، در صورتی که این مرحله با مرحلهٔ اول فرقی ندارد و مقتضی است همهٔ ملت در رأی دادن شرکت کنند. دوم آنکه گفته شود خوب است به همهٔ گروه‌ها چه چپی و چه انحرافی رأی دهید که مجلس شورا جامع همهٔ گروه‌ها باشد. این یک مطلب غلطی است که منحرفین درست کرده‌اند تا در مجلس با خدعه شرکت کنند، و ملت به این مطالب انحرافی گوش فرا ندهد و به اشخاص با شرایط فوق رأی دهد.
6. امید است ملت مسلمان ایران در این امر حیاتی که سرنوشت جامعه به آن مرتبط است شرکت کنند و روز جمعه همهٔ قشرها زن و مرد بپاخیزند و به سوی صندوق‌ها بروند و رأی خود را بدهند.
7. در این روز افرادی فرصت‌طلب در حوالی صندوق‌ها جمع می‌شوند و به مردم پیشنهاد افرادی خاص را می‌کنند؛ به حرف‌های آنان گوش ندهید و آرای خود را به اشخاص صحیح بدهید.

۸- اشخاص بی‌سواد قبلًا با مشورت اشخاص مطمئن متدین، کاندیداهای خود را که در تهران دوازده نفر و در شهرستان‌ها به تعدادی که لازم است می‌باشد، به‌وسیلهٔ شخص متدینی بنویسند و باز به شخص دیگری که مطمئن است بدهند بخواند و خودشان با دست خودشان رأی خود را به صندوق بیندازند و اختیار نوشتن رأی یا به صندوق انداختن را به هیچ‌کس ندهند. 

## نتیجه
ائتلاف بزرگ: جامعهٔ روحانیت مبارز، حزب جمهوری اسلامی، سازمان مجاهدین انقلاب اسلامی، انجمن اسلامی معلمان، نهضت زنان مسلمان، سازمان فجر اسلام، اتحادیهٔ انجمن‌های اسلامی شهر ری و بنیاد الهادی - ۳۱٪
گروه همنام: نهضت آزادی ۷٪
دفتر هماهنگی همکاری‌های مردم با رئیس‌جمهور: حامی ابوالحسن بنی‌صدر - ۱۲٪
جبههٔ ملی ایران ۳٪
حزب توده ۴٪
شورای مرکزی کاندیداهای انقلابی و ترقی‌خواه: سازمان مجاهدین خلق - بدون نماینده: مسعود رجوی رهبر مجاهدین خلق از تهران (با ۵۳۰ هزار رأی) و ۲۹ کاندیدای دیگر مجاهدین از شهرستان‌ها به مرحلهٔ دوم رسیدند اما هیچ‌یک از آن‌ها در دور دوم انتخاب نشدند.
مستقل‌ها: ۴۳٪
در اولین اقدام مجلس که در تعامل با رئیس‌جمهور وقت برای تعیین نخست‌وزیر صورت گرفت، حاکی از همراهی منفردها با فراکسیون ائتلاف بزرگ بود و به‌طور تقریبی ۲/۳ کل نمایندگان با فراکسیون نیروهای مذهبی همراهی می‌کردند.